# FUMS
FUMS  ist ein deutschsprachiges Online-Magazin, welches seit 2014 das Thema Fußball auf humoristische und satirische Art aufarbeitet. Die Abkürzung „FUMS“ steht für FUssball Macht Spass.

## Magazin
FUMS wurde 2014 vor der Fußball-WM von Cord Sauer gegründet, der damals Medienkultur an der Universität Bremen studierte und den Beruf Sportjournalist anstrebte. Der ursprüngliche Domainname war fussballmachtspass.de. Inhalt der Website bildeten unterhaltende und amüsante Beiträge rund um Fußball und die Weltmeisterschaft, dazu Interviews und Kommentare.
Seit Gründung wird das Magazin unter Leitung von Gründer Sauer und Lars Kranenkamp (Medienberater, seit 2015 dabei) von einem Team von festen und freien Mitarbeitern gestaltet. In der Rubrik „Arbeitsnachweise“ fassen Autoren besonders witzige oder kuriose Textzeilen von deutschen Fußball-Kommentatoren zusammen. Weitere Rubriken, welche auf der Website zu finden sind, sind Sprüche, Kolumnen, Interviews, Hingucker und Einwürfe. Auf Facebook, Twitter und Instagram werden täglich witzige Sprüche mit Fußball-Bezug, Fußball-Gags unter der Rubrik #AUFEIGENEGEFAHR, Photoshop-Battles, Bullshit-Bingos, Memes und Website-Beiträge publiziert veröffentlicht. Mit der #FRITZLOVE-Kampagne würdigte FUMS 2017 den Kommentator Fritz von Thurn und Taxis.

## Soziales Engagement
FUMS ist an unterschiedlichen soziale Projekte und Charity-Kampagnen beteiligt. Neben Kooperationen mit Non-Profit-Organisationen wie Viva con Agua oder der Stiftung von Fußballnationalspieler Matthias Ginter entwickelte FUMS über die Jahre auch diverse eigene Formate um Spenden für soziale Zwecke zu sammeln. Die FUMS-Spieltagsspende ist dabei ein Social-Media-Format, mit dem man in etwa zwei Jahren über 40.000 Euro für die gute Sache genieren und diese wechselnden Organisationen und Projekten zur Verfügung stellen konnte. In der Bundesliga-Saison 2022/23 stellte man mit dem FC Augsburg und Eintracht Frankfurt erstmals parallel zwei Premium-Partner sowohl für die Männer- als auch Frauen-Bundesliga vor, die das Format in Kooperation mit FUMS an Spieltagen präsentieren.

## Show & Podcasts
Im Sommer 2023 stellte man FUMS – Die Show den letzten und größten Podcast nach 308 Episoden ein. Eineinhalb Jahre zuvor Im Februar 2022 wurde aus dem Podcast FUMS & Grätsch das Format FUMS – Die Show. Dieser neue „Entertainment-Zweig“ von FUMS vereinigt Podcast, Stream und Bühnenprogramm – alles gehostet von den beiden Moderatoren Max Fritzsching und Michael Strohmaier. Bereits im Oktober 2017 startete FUMS den Podcast FUMS & Grätsch. Kurz nach Erscheinen der ersten Folge war der Podcast für zwei Tage auf Platz 1 der Podcast-Charts von iTunes. Während der Bundesliga-Saison 2017/18 erschien wöchentlich eine Folge des Podcasts, normalerweise am Sonntag. Während der Fußball-Weltmeisterschaft 2018 veröffentlichte der Podcast wöchentlich montags über sieben Wochen eine Folge. Seit der Bundesliga-Saison 2018/19 erscheint wöchentlich eine Folge des Podcast, normalerweise am Montag. Eine Folge hat eine Länge von einer halben bis zu einer ganzen Stunde, moderiert wird der Podcast von Max Fritzsching und Michael Strohmaier. Der Fußball-Podcast hatte unter anderem schon Florian Schmidt-Sommerfeld, Jan Köppen, Lisa Ramuschkat, Nele Schenker, Ivan Klasnić und Lars Wallrodt zu Gast. Im Laufe der Zeit startete man ebenfalls als Stream auf Twitch und live auf der Bühne. FUMS – DIE SHOW wurde zum Ende der Saison 2022/2023 eingestellt.
Neben FUMS – Die Show erscheinen bei FUMS auch die Podcasts SERIEAMORE  (Fußball in Italien) und Irrenhaus Unterhaus (2. und 3. Liga). Darüber hinaus gab es in der Vergangenheit die Formate Mia san Gude (FC Bayern München und Eintracht Frankfurt), Die Hinterhofsänger (1. FSV Mainz 05), Süper aktüel (Fußball in der Türkei) #DeichFUMS (Werder Bremen), Klick & Rush & FUMS (Fußball in England), Hömma Fussball (Fußball in Nordrhein-Westfalen), Kreisliga – Der Podcast (Amateurfußball), und Cannot Be Serious (Tennis).

## Live auf der Bühne
FUMS – Die Show gibt’s auch auf der Bühne. Die erste Tour unter diesem Namen wird 2022 geben. Bereits am 23. September 2021 feierte FUMS in Essen (Zeche Carl) seine Live-Premiere. Im Rahmen des Programms Keine Taktik, kaum Talent ist der Podcast FUMS & Grätsch seitdem auf Tournee. Die Live-Tour wahr ursprünglich für 2020 geplant und pandemiebedingt verschoben. Im Comedy-Programm mit den Podcastern Max Fritzsching und Michael Strohmaier gibt es neben Talk-Sequenzen diverse Rubriken und Formate aus dem FUMS-Kosmos sowie Interaktion mit dem Publikum.

## Verein
Im Mai 2021 gab FUMS die Gründung des gemeinnützigen Vereins FUMS United bekannt. Dem Gründungsteam gehören neben Lars Kranenkamp, Cord Sauer und FUMS-Redakteur Daniel Hörmann u. a. auch die TV-Moderatorinnen Anett Sattler, Christina Rann und Christina Graf, sowie Fußballprofi Oliver Hüsing an. Der Verein möchte fortan als Fußballverein und soziale Organisation wirken. Er spielt seine Spiele beim Bremer SV im Stadion am Panzenberg. Am 6. Januar 2024 gab der Verein die Trennung von FUMS bekannt und agiert seither eigenständig. unter den Namen Bremen United in der Kreisliga B Bremen.